# Marco Corsini
Pour les articles homonymes, voir Corsini.
Marco Corsini (né le 24 février 1981 à Iseo) est un coureur cycliste italien. 

## Palmarès
- 2001
  -  Champion d'Italie sur route espoirs
  - Coppa Colli Briantei Internazionale
  - Medaglia d'Oro Città di Monza
  - 3e du Grand Prix de la ville de Felino
  - 4e du championnat d'Europe sur route espoirs
- 2003
  - Medaglia d'Oro Città di Monza
  - 2e du Trofeo Gavardo Tecmor
  - 3e de la Coppa Comune di Livraga
  - 3e du Circuito Castelnovese
- 2004
  - 3e de la Medaglia d'Oro Città di Monza
  - 3e du Circuito Molinese
- 2006
  - Trofeo PLL
  - Trofeo Comune di Cafasse
  - 2e de la Coppa Città di Melzo
  - 3e de la Targa Crocifisso

## Classements mondiaux
| Année           | 2005   | 2006   | 2007 | 2008 |
| --------------- | ------ | ------ | ---- | ---- |
| UCI Europe Tour | 1 213e | 1 332e | 967e | 488e |